# Calotes htunwini
Calotes htunwini är en ödleart som beskrevs av  George R. Zug och VINDUM 2006. Calotes htunwini ingår i släktet Calotes och familjen agamer. Inga underarter finns listade.